# فرودگاه بین‌المللی سونان
فرودگاه بین‌المللی سونان (به کره‌ای: 평양순안국제공항) (به انگلیسی: Sunan International Airport) یک فرودگاه همگانی با کد یاتا FNJ است که یک باند فرود بتن دارد و طول باند آن ۴۰۰۰ متر است. این فرودگاه در شهر پیونگ‌یانگ کشور کره شمالی قرار دارد و در ارتفاع ۳۶ متری از سطح دریا واقع شده‌است.

## نگارخانه

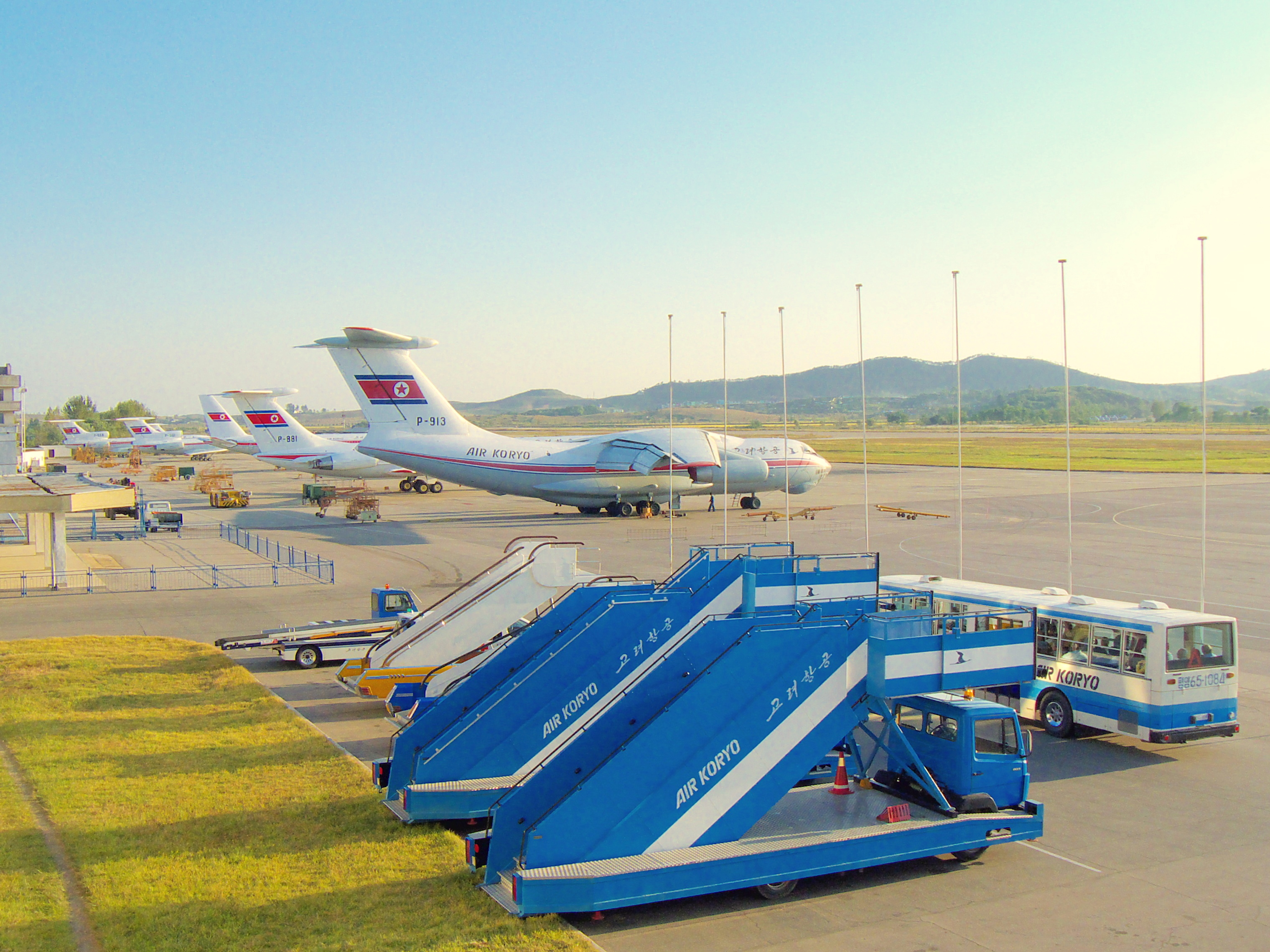
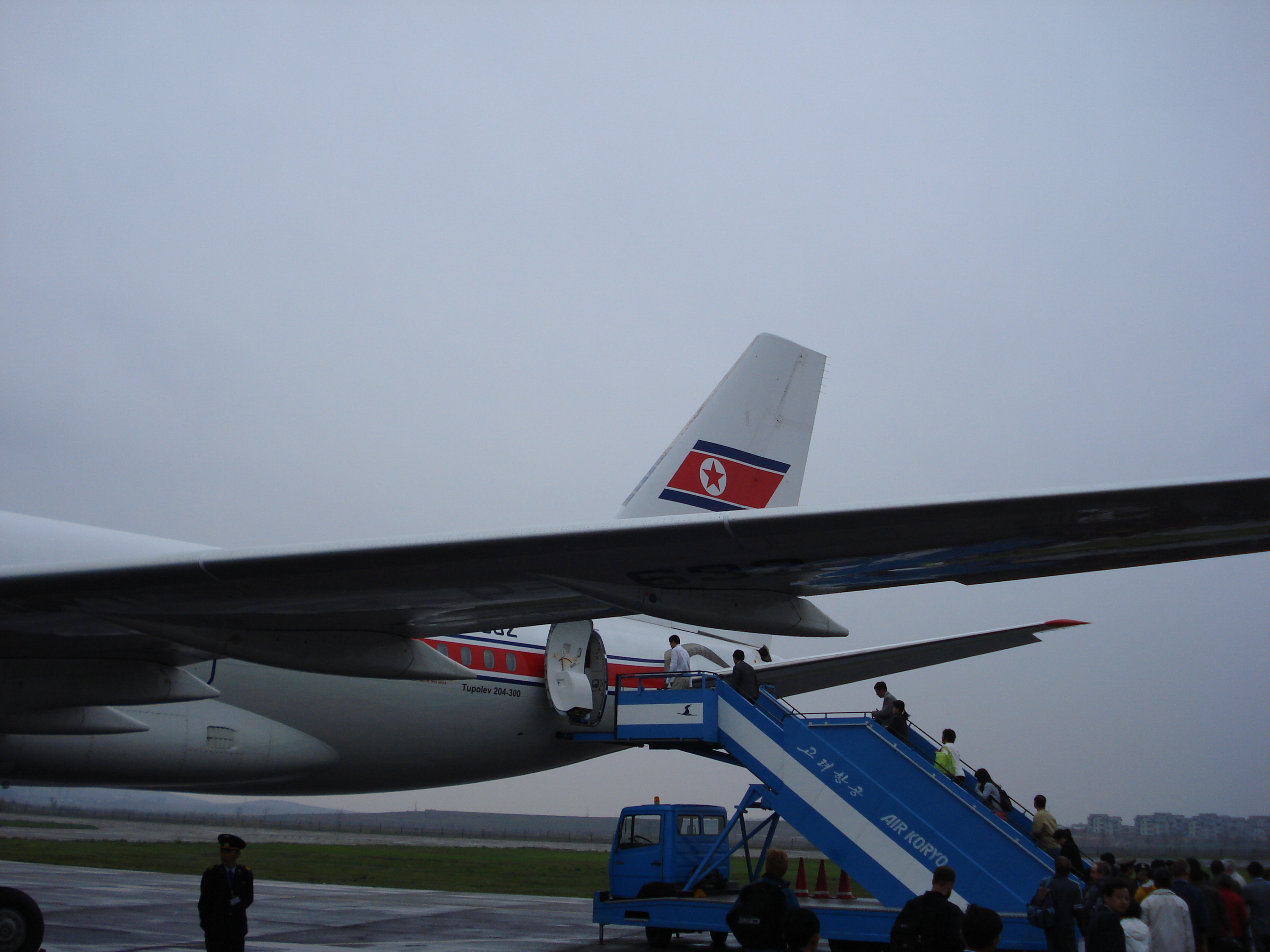
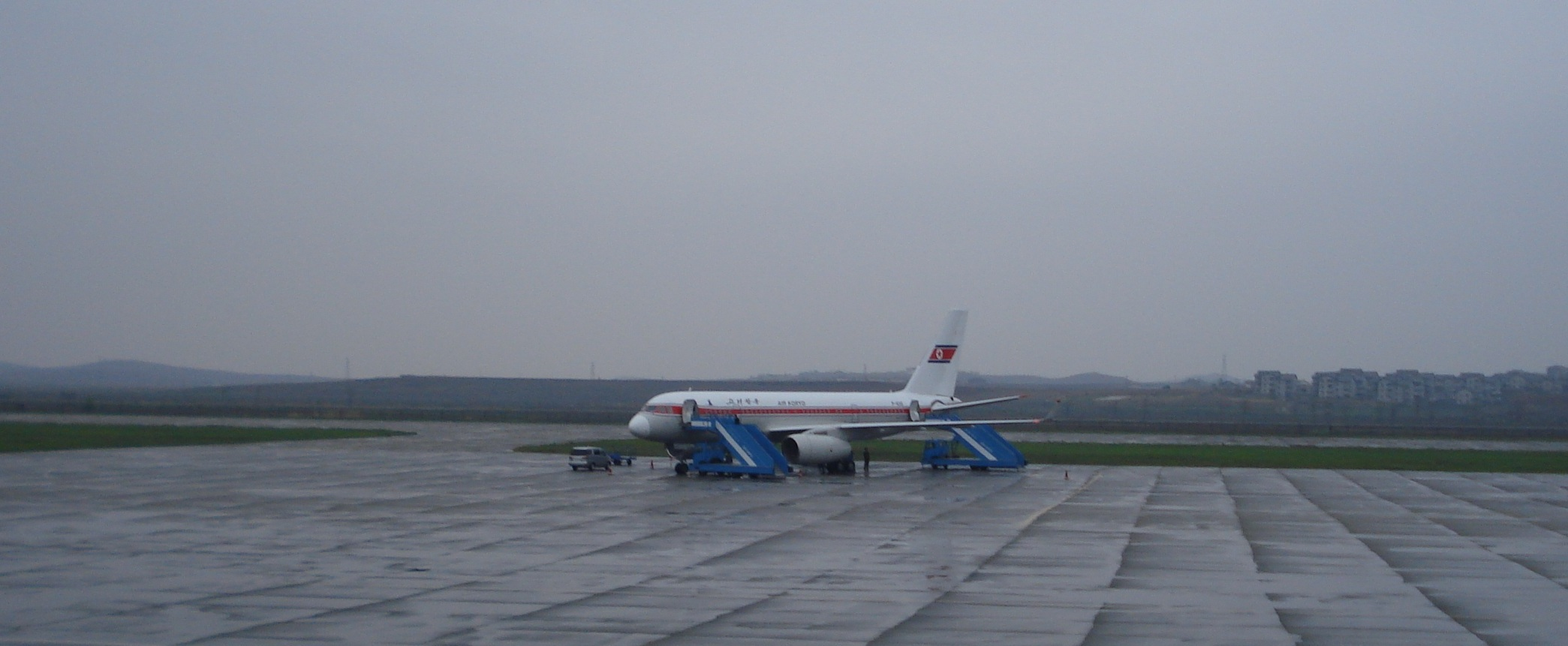